# Nagorskij rajon
Il Nagorskij rajon (in russo Нагорский район?) è un rajon dell'Oblast' di Kirov, nella Russia europea. Istituito nel 1935, il cui capoluogo è Nagorsk.